# Arambij Jemiż
Arambij Ibragimowicz Jemiż (ros. Арамбий Ибрагимович Емиж, ur. 9 lutego 1953 w Assokołaju) – radziecki judoka i sambista. Brązowy medalista olimpijski z Moskwy 1980. Walczył w wadze ekstralekkiej.
Piąty na mistrzostwach świata w 1979. Brązowy medalista mistrzostw Europy w 1979, a także zdobył dwa medale w drużynie. Mistrz ZSRR w 1978 i drugi w 1980.
Mistrz ZSRR w sambo w 1974; drugi w 1970; trzeci w 1968. Mistrz Europy w sambo w 1974 roku.

## Letnie Igrzyska Olimpijskie 1980
| Konkurencja | Eliminacje           | Eliminacje         | Eliminacje                 | Finały              | Finały                 | Klas. końcowa |
| Konkurencja | Przeciwnik I         | Przeciwnik II      | 1/4                        | 1/2                 | o 3. miejsce           | Miejsce       |
| ----------- | -------------------- | ------------------ | -------------------------- | ------------------- | ---------------------- | ------------- |
| 60 kg       | Josef Reiter (AUT) Z | Ahmad Musa (ALG) Z | Jandżmaagijn Dordż (MGL) Z | Thierry Rey (FRA) P | Pavel Petřikov (TCH) Z | 3.            |